# Conqueror Records

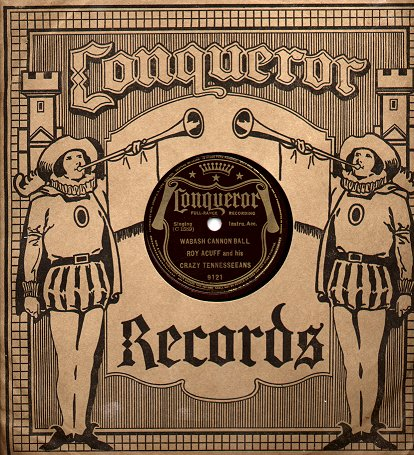
Papieren platenhoes met plaat van Conqueror Records

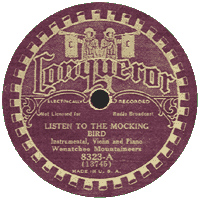
Label van een Conqueror Records-plaat

Conqueror Records was een Amerikaans platenlabel, dat van 1926 tot 1942 actief was. De platen van het label werden exclusief verkocht door de warenhuisketen Sears, Roebuck and Company.
Aanvankelijk was het label eigendom van Plaza Music Company. Later werd het onderdeel van American Record Corporation, die meerdere labels omvatte. De meeste Conqueror-platen waren dansplaten en populaire liedjes, maar het label bracht ook jazz-, blues- en hillbilly-platen uit.  Enkele door het label uitgebrachte musici zijn: Louis Armstrong, Big Bill Broonzy, Robert Johnson, Vernon Dalhart, Bill Murray, Rex Cole's Mountaineers en Frank Ferera. 
Volgens de papieren platenhoezen moesten de platen op 80 toeren per minuut worden gedraaid. De kwaliteit van het schellak was iets onder het gemiddelde.